# Petelia nigriplaga
Petelia nigriplaga là một loài bướm đêm trong họ Geometridae.